# نژادها و گروه‌های وارکرفت
بازی وارکرفت (به انگلیسی: Warcraft) یکی از بهترین و پرطرفدارترین بازی‌های تاریخ است؛ در این بازی نژادها و گروه‌های جمعیتیِ زیادی وجود دارد.

## هورد

### اورک
یک نژاد قدرتمند اما بی آزار که در دنیایی به نام درینور(dreanor) زندگی آرامی را داشتند.این نژاد 
به صورت قبیله‌ای و به رهبری روحانیان دینی شان، شمن‌ها زندگی می‌کردند؛این قبایل
فقط طی مراسمی سالانه با یک دیگر دیدار می‌کردند و جدا از هم زندگی می‌کردند.
در دنیای آنان موجوداتی مرموز به نام درینی زندگی می‌کردند و رابطه‌ای دوستانه با اورک‌ها داشتند
و حتی داد و ستد هم داشتند.
در شبی کیل جِیدن که کینه‌ای قدیمی از رهبر درینی‌ها داشت،در خواب نرزول،شمن اعظم آمد و گفت درینی‌ها علیه اورک‌ها قیام خواهند کرد.
پس نرزول تمام قبایل اورک را جمع کرد و درینی‌ها را قتل عام و شهرشان را به آتش کشید؛برای همین ارواح عناصر دیگر به شمن‌ها کمک نکردند و اورک‌ها فرماندهی خود را به وارلاک ها(جادوگران سیاه) دادند و آن‌ها پس از وارد کردن فل،جادوی شیطانی به اورک‌ها آن‌ها را برده شیاطین کردند.اورک ها به آزروث حمله کردند و با انسان‌ها جنگیدند و در جنگ اول شاه انسان‌ها را کشتند و آن‌ها را از شهرشان بیرون کردند؛اما در جنگ دوم اورک‌ها شکست خوردند و بخاطر جادوی فل وارلاک‌ها درینور نابود شد و اورک‌ها اسیر شدند؛سال‌ها بعد ترال،پسر یکی از جنگسالاران قدیمی هورد، اورک‌ها را از اسارت فراری داد و هورد را بازسازی کرد.حالا اورک‌ها در صدد جبران اشتباه خود برآمده اند ولی بازهم جنگ بین اورک و انسان‌ها وجود دارد.

### فورسیکن(رها شده)
نژادی از آندد ها(undead) و گروهی از متحدان هورد که قبلاً به لیچ کینگ خدمت میکردند، ولی با پایان یافتن عذاب بانو سیلواناس ویندرانر که آرتاس(لیچ کینگ) او را به شکل بنشی در آورده بود، گروهی جدید تشکیل دادند. آندد ها و رهبرشان بانو سیلواناس بدلیل اینکه از شرّ بردگی لیچ کینگ خلاص شده بودند، گروه خود را فورسیکن یا رها شده نامیدند.

### تاورن ها
نژادی از هورد ها به فرماندهی بِین بلودهوف.

### ترول ها
نژادی از هوردها به فرماندهی وولجین.

### گابلین ها
نژادی از موجودات کوچک جثه که توانایی زیادی داشتند.

### الف های خون
گروهی از الف ها که در قدیم به کیل تاس سان استریدر خدمت می کردند، اما فرمانده کنونی آنها لُرثِمار ترون می باشد.

### تاونکا
گروهی از تاورن‌ها که در نرثرند گم شده بودند.در زمان لیچ کینگ و پس از اعزام هورد به نرثرند به
رهبری گراش هل اسکریم دوباره پیدا شدند و به هورد پیوستند.

### ترول‌های جنگلی
نوعی ترول وحشی که در زمان‌های جنگ اول و دوم به هورد قدیم خدمت می‌کردند.

### دیو ها(اوگِر ها)
نوعی نژاد بومی درانور که در زمان جنگ اول و دوم به هورد قدیم خدمت می‌کردند.

### گیل گابلین
نوعی گابلین که در آب زندگی می‌کنند.

## اَلاینسس

### انسان ها
نژاد انسان در شهری بنام استورم‌وین زندگی میکنن به رهبری واریان

### دوورف ها
موجوداتی کوتوله و وارد به آهنگری

### اِلف های شب(نایت اِلف)
گروهی از ترول ها که هزاران سال پیش به تصدیق و زندگی در کنار چشمه جاودانگی روی آوردند و با جادوی آن یکی شدند و تغییراتی در آنها ایجاد شد که پس از آن نام خود را الف شب نامیدند

### وُرگِن ها
در زمان حمله ی لیچ کینگ به سرزمین گلینیبه دستور  شاه گلینی تعدادی دروید را که از خود بی خود شده بودند و ملفاریون دروید اعظم آن هارا خواب کرده بود دزدیدند تا درنبرد به آن ها کمک کنند اما طلسمی پخش شد که سبب شد تمام  مردم سرزمین گلینی گرگینه شوند اما آنها توانستند با پشتکار زیاد از این نفرین به عنوان یک مهبت استفاده کنند